# علیان عمر حجیر
علیان عمر حجیر (انگلیسی: Aleiane Omar Hojeir؛ زادهٔ ۱۵ مارس ۱۹۵۴) بازیکن فوتبال اهل سوریه بود.
وی به‌همراه تیم ملی فوتبال سوریه در بازی‌های المپیک تابستانی ۱۹۸۰ شرکت کرده‌است.